# YJ-12
El YJ-12 (chino :鹰击-12; pinyin: yīngjī-12; español: 'golpe de águila 12') es un misil de crucero antibuque supersónico chino.

## Descripción
El YJ-12 es un misil lanzado desde el aire que se asemeja a un Kh-31 alargado.
Un artículo de 2011 en la United States Naval War College Review atribuyó al "YJ-91 /YJ-12" un alcance de 400 km y una ojiva de alto explosivo de 205 kg, en comparación con el alcance de 130 km (81 mi; 70 nmi) del misil antibuque Harpoon. Además, un avión podría lanzar el "YJ-91/YJ-12" estando aún a 230 km del alcance de los misiles antiaéreos SM-2 y Sparrow, cuyo alcance es inferior a 170 km. En un artículo de septiembre de 2014 publicado en Joint Forces Quarterly, al misil se le atribuyó un alcance de hasta 250 km y una velocidad de Mach 2,5. En febrero de 2015, el experto militar Li Li afirmó que el YJ-12 tiene una ojiva de 400 a 500 kg (880 a 1100 lb) y un alcance de 300 km (190 mi; 160 nmi) cuando viaja a Mach 3, o 400 km a una velocidad de Mach 4. El YJ-12 también puede realizar maniobras evasivas para evitar amenazas antimisiles.
Un ataque de saturación por parte de YJ-12 disparados a larga distancia representaría una grave amenaza para los grupos de ataque de portaaviones estadounidenses. Una vez que la ola de misiles que rozan el mar apareciera en el horizonte y fuera detectada por los propios sensores de los barcos, sólo tendrían unos 45 segundos para atacar antes del impacto y, si hubiera suficientes, las defensas de corto alcance serían arrasadas. Dado que cazas como el Su-30MKK y el J-11B tienen un radio de combate de aproximadamente 1.500 km, equiparlos con el YJ-12 les da un alcance potencial de ataque de hasta 1.900 km (1.200 mi; 1.000 nmi). La respuesta de la Armada de los Estados Unidos es utilizar la Capacidad de Participación Cooperativa para detectar y destruir el avión de lanzamiento del YJ-12 con misiles SM-6 y cazas a larga distancia antes de que puedan ser disparados.
Ha sido lanzado de prueba desde bombarderos Xian H-6. Según se informa, también pueden lanzarse desde el J-10, el Su-30MKK, el J-11 y el J-16. Para los buques de guerra, equipa el destructor clase Sovremenny reacondicionado del PLAN.

## Desarrollo
En agosto de 2000, los chinos dieron a conocer un modelo de misil lanzado desde el aire denominado YJ-91, parecido al Air-Sol Moyenne Portée francés. Más tarde, se vio un misil de aspecto similar que pudo haber sido designado como YJ-12. Jane's informó que supuestamente se estaba desarrollando un YJ-12A en 2004. La designación YJ-91 finalmente fue para el desarrollo chino del Kh-31 ruso. El YJ-12 finalmente se parecía a un Kh-31 alargado.
El YJ-12 apareció en el Desfile del Día de la Victoria de China de 2015, indicando que el misil había entrado en servicio activo ya que todas las armas exhibidas durante el desfile se activan activamente antes del desfile.
Según se informa, el YJ-12B fue desplegado en las Islas Spratly alrededor de abril de 2018. Es posible que cubran la mitad sur del Mar de China Meridional si se basan en las tres islas más grandes controladas por China.